# Aunay-les-Bois
Aunay-les-Bois település Franciaországban, Orne megyében. Lakosainak száma 142 fő (2022. január 1.). Aunay-les-Bois Marchemaisons, Boitron, Essay, Saint-Aubin-d’Appenai és Les Ventes-de-Bourse községekkel határos.

## Népesség
A település népességének változása:
| Lakosok száma | 185  | 162  | 151  | 145  | 140  | 136  | 138  | 140  | 142  |
|               | 2013 | 2015 | 2016 | 2017 | 2018 | 2019 | 2020 | 2021 | 2022 |